# Kurganets-25
O ‎‎Kurganets-25‎‎ ‎‎é um veículo de combate de infantaria e veiculo blindado de transporte de pessoal  desenvolvido para o ‎‎Exército Russo.‎‎ Os Kurganets-25 possuem vários modelos, substituindo gradualmente ‎‎BMP,‎‎ ‎‎BMD,‎‎ ‎‎MT-LB‎‎ e outros tipos de plataformas blindadas soviéticas rastreadas. ‎‎Os Kurganets-25 terão armadura modular que pode ser atualizada para ameaças específicas. 

## Desenvolvimento

### Armamento
O Kurganets-25 possui a torre de controle remoto Bumerang-BM com seu canhão automático 2A42 de 30 mm, uma metralhadora PKT coaxial de 7,62 mm e um banco de dois mísseis anti-tanque Kornet-EM de ambos os lados. A variante Kurganets-25 VBTP tem um RWS MG de 12,7 mm em vez da torre Bumerang-BM. 
Uma versão de defesa antiaérea com um canhão automático de 57 mm e um Kurganets-25 SPG com 125 mm estão planejados. 

### Mobilidade
O Kurganets-25 pesa 25 toneladas. Isso permite que os Kurganets-25 sejam leves o suficiente para serem móveis na água. A velocidade máxima do veículo é de 80 km/h em terra e 10 km/h na água. Ambas as variantes VCI e VBTP têm um motor dianteiro avaliado em 800 cv.

### Proteção
O Kurganets-25 VCI tem cobertura de 360 graus a partir de seus tubos de lançador de sistema de proteção ativa. Este APS é menor do que o encontrado no T-14 Armata e T-15, mas como o T-15, ele está preso perto do topo do casco. Um sistema de detecção de projéteis em duas partes é colocado em vários lugares no casco e torre. A variante Kurganets-25 VBTP.

## Variantes
Algumas versões diferentes do Kurganets-25 estão em desenvolvimento. 
- Kurganets-25 VCI (Designação industrial – Objeto 693); [9]
- Kurganets-25 VBTP (Designação Industrial – Objeto 695). [9]
- Kurganets-25 VRB – Equipado com um guindaste, um guincho e armado com uma metralhadora pesadade 12,7 mm .

## Operadores
- Rússia

As Forças Armadas russas receberiam o primeiro lote de VCIs Kurganets-25 para testes em 2019. 